# 도요오카촌 (시즈오카현)
도요오카촌(일본어: 豊岡村)은 일본 시즈오카현 이와타군에 설치되었던 촌이다.
2005년 4월 1일에 류요정, 도요다정, 후쿠데정이 신설 합병해 이와타시가 되어 소멸하였다.

## 역사
- 1955년 4월 1일 - 히로세촌, 노헤촌, 시키지촌과 합병해 도요오카촌이 성립하였다.
- 2005년 4월 1일 - 류요정, 도요다정, 후쿠데정이 신설 합병해 이와타시가 되었다.

## 교통

### 철도
- 덴류하마나코 철도 덴류하마나코 선

### 도로
- 국도 제152호선

## 참고 문헌
- 角川日本地名大辞典編纂委員会,『角川日本地名大辞典 22 静岡県』, 角川書店, 1978年, ISBN 4040012208